# 獵魂 (2006年遊戲)
《獵魂》是一款由人頭工作室所開發的第一人稱射擊遊戲，2K Games發行，Venom Games負責移植至Xbox 360版本。使用了被高度修改過的id Tech 4引擎來使用傳送門和可變的重力以創造玩家探索的環境。2006年6月22日官方釋出了一個包含單人模式和多人連線的試玩版，Xbox 360版本的試玩版則在XBLM（Xbox Live Marketplace）上發布。遊戲在同年6月28日完成，分別在7月11日和14日於北美和歐洲發行。10月，3D Realism的執行長（CEO）Scott Miller表示Prey的成功已經在PC和Xbox版本上銷售100萬套。
遊戲故事集中在切羅基人Domasi "Tommy" Tawodi，他與他的女朋友和祖父被綁架在一個稱為球體（The Sphere）的外星人飛船上，飛船因為耗盡物質，為了維持它自己便從地球收集無生命及活的東西。Tommy的切羅基人過去允許他靈魂隨時隨地漫遊，提供了優勢給Tommy以試圖阻止球體。
同年11月29日，Aspyr Media公開了麥金塔版本的Prey，接著在2007年1月15日發行。